# Indreabhán
Indreabhán (le nom est parfois anglicisé en Inverin, même si cette dénomination n’a rien d’officiel) est un village situé sur la côte nord de la Baie de Galway, dans le Comté de Galway, en Irlande. Le village se trouve dans une Gaeltacht, une région où l’irlandais restait, au moment de sa délimitation, la langue parlée au quotidien par les habitants. Indreabhán est connu comme un des villages les plus gaëlophones d’Irlande.[réf. nécessaire]
Il y a un petit aéroport, Aerfort na Minna, d'où partent de petits avions d'Aer Arann aux Îles d'Aran.

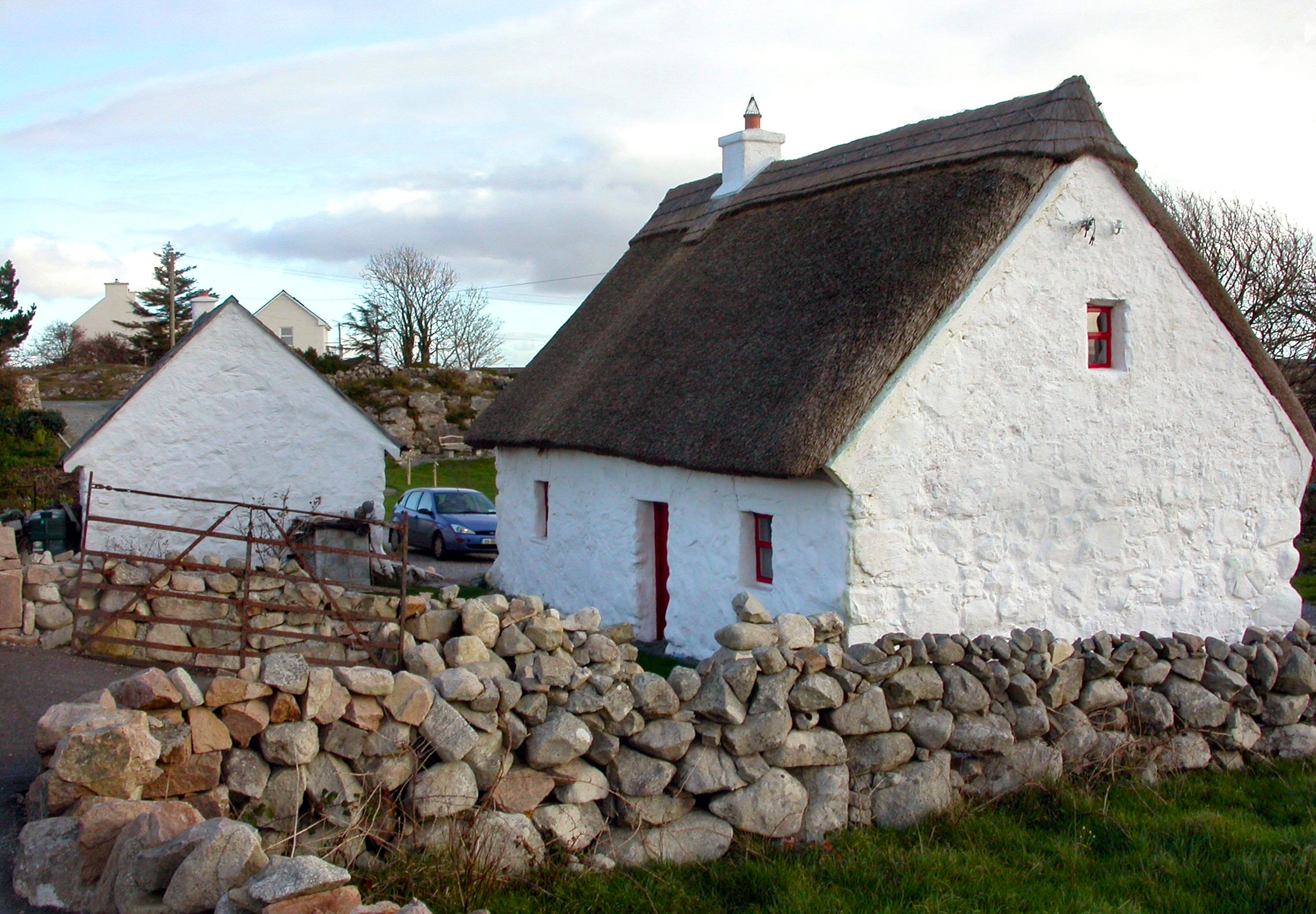
Maison à Indreabhán